# شرکت صنایع اراک
شرکت صنایع اراک یکی از بزرگترین شرکت‌های صنایع نساجی ایران و خاورمیانه است که در سال ۱۳۵۳ در اراک در زمینی به مساحت ۷۰ هکتار تأسیس شد. این شرکت موکت، الیاف پلی‌پروپیلن، نخ پلی‌استر، نخ پنبه و نخ ترکیبی تولید می‌کرد.
این شرکت پس از انقلاب اسلامی مصادره شده، تحت پوشش سازمان صنایع ملی ایران درآمد و در دهه هشتاد خورشیدی پس از واگذاری به بخش خصوصی و حتی پیش از آن با مشکلاتی مواجه شد و بیش از ۱۴۰۰ نفر از نیروهای خود را تعدیل نمود. محمود احمدی‌نژاد (رئیس‌جمهور وقت) دستور بازگشت آن به دولت را داد اما از سال ۱۳۸۹ تا کنون، پس از تغییر کاربری به انبار و سیلوی گندم تبدیل شده‌است.